# Циркадијална дисритмија
Циркадијална дисритмија (ЦД) подразумева ремећење (десинхронизацију) нормалног биолошког часовника, циркадијалног ритма, спољним узроцима (нпр. променама циклуса дан—ноћ, светло—тама), и један је од битних чинилаца појаве преморености у готово свим професијама које своје активности обављају у сменама (возачи, пилоти, лекари, војници, полицајци итд), или у току путовања и рада пролазе кроз већи број временских зона (пилоти, астронаути, стјуардесе итд).
Једна од широко распрострањених циркадијалних дисритмија је и џетлег, десинхронизација биолошког часовника у организму неке особе, настала као последица летења авионом кроз више часовних зона (најчешће након међукотиненталних летова).
Циркадијални ритам има периодичност од 24 до 26 часова и карактеристичан је за правилно функционисање великиког број органских система, чија десинхронизација најчешће прво доводи до појаве премора.
Извесна истраживања физиолога и психолога потврђују значај ритмичног понављања збивања у човеку на његово понашање и посебно, на његову радну активност. Актуелност тих истраживања је дошла до изражаја са ширењем сменског рада који у значајној мери нарушава уобичајене ритмове који се одвијају у човеку што има за последицу повећање броја повреда на раду, менталних потешкоћа и сл., пре свега због изражене појаве преморености.

## Временска зона и њен значај за циркадијалну дисритмију
Спавање, рекреација, бројне радне активности, социјалне и друштвене делатности, свакодневно подлежу цикличним флуктуацијама (циркадијалном ритму), које су прилагођене геофизичком ритму, дан-ноћ или одређеној временској или часовној зони на земљиној кугли. 
Временска зона или часовна зона је географска регија са истим временом у њој. У свету има 24 часовних зона, по једна за сваки сат у дану. Земља је приближно сферичног облика. Површина јој је издељена на 360 уздужних линија од пола до пола названих подневци или меридијани, са Гриничким као нултим. Сунчева светлост услед ротације Земље пређе пут од једног до другог меридијана за око 4 минута. Зато разлика у географском времену износи 15 меридијана за 1 час тј свака зона се простире у простору од северног до јужног пола у временској зони која лежи на меридијанима географске дужине који су вишекратници од 15°, што у укупном скору образује 24 временске зоне на површини планете. Ипак, понегде граница ових зона не одговарају овом правилу, јер стварна ширина зоне зависи од политичких и географских граница.
На Међународној конференцији у Вашингтону 1884. године усвојено је зонално време, односно подела Земље на 24 временске или часовне зоне, а аутор зоналног времена је Канађанин Сандфорд Флеминг, који га је осмислио и предложио на усвајање 1878. године.
Током ротације Земље, зора се јавља, у једној временској или часовној зони, затим један час касније у западнијој часовној зони непосредно до ње, и тако даље кроз двадессетчетворни часовни циклус. Тако нпр. у САД, када је 6 часова у Источној временској зони, у Централној зони је 5, у Планинској зони 4, и у Пацифичкој зони 3 часа.

## Шта је биолошки (циркадијални) ритам?
Активности људског организма синхронизоване су на ритмичке промене светлости и таме које се дешавају свакодневно. Биолошки ритмови су физиолошки и биохемијских процеси и обрасци понашања створени кроз човекову еволуцију у одсуству свих екстерних 24-часовних сигнала из физичког окружења, са периодом који је око 24 часа.
Биолошки (циркадијални) ритам код људи обезбеђује оптимални ниво и дужину трајања сна и одмора током мрачног (ноћног) периода, како би он био спреман да оптимално обавља све функције у светлој (дневној) фази. У организму постоје обрасци активности можданих таласа, који су под утицајем излучених хормона, регенерације ћелија, и других биолошких активности везаних за 24-часовни времеснски циклус. Циркадијални ритам је је зато у организму свих живих бића важан физиолошки процес јер одређује образац спавање, или време када спавамо и када смо будни, сваки 24 часа. Рад нормаланог циркадијалног часовника одређује двадесетчетворочасовни циклус смена светла и таме (дана и ноћи).
Ови физиолошки ритмови који се називају и циркадијални, од латинске речи „circa diem“ '(око дан), поседују атрибуте унутрашњег биолошког часовника, којим управља „велики циркадијални пејсмејкер“ у мозгу. Циркадијални пејсмејкер у мозгу је свакодневно под утицајем 24-часовног соларног циклуса, и у суштини је главни тајмер. Остали пејсмејкери, или тајмери, су унос хране, радне и друге активности и бројни сигнали из окружења, на пример будилник. Добара регистрација и пријем сигнала у мозгу омогућава организму човека оптималне перформансе у право доба дана, јер је мозак у стању да предвиде будуће задатке и омогући одговарајуће физиолошку и психолошку припрему.

## Етиологија
Током биолошког или циркадијалног ритма у одређеним условима може настати десинхронизација (дисритмије) или промена биолошког ритма, или циркадијални поремећаји или промене у понашању, као последица лоше адаптације организма на сан, изазване несаницом или хиперсомнијом. Циркадијални поремећаји ритма су ништа друго до прекиди у нормалном билошком или циркадијалном ритму неке особе - или промене у раду „унутрашњег телесног часовника“ који (приближно) регулише 24-часовни циклус биолошких процеса.
Модерно друштво често човеку намеће одступања од редовне шеме радног и другог ангажовања, као што је рад у сменама, путовање кроз више временских зона, што доводи до циркадијалне дисритмије. Неуспех организма да се прилагоди еколошким и друштвеним временским сигналима доводи до десинхронизације унутрашњих биолошких часовника. Ова дисрегулација може довессти до повећаног ризика појаве грешака и незгода у раду и саобраћају, губитка продуктивности и здравствених проблема, као што су повећана склоност за појаву рака, депресије, поремећаја спавања, гастроинтестиналних, метаболичких и кардиоваскуларних поремећаја, смањен имунски одговор, па чак и животни век.
Бројна истраживања указују да људи са циркадијалном дисритмијом изазваном сменским радом чешће развијају нетолеранцију на глукозу, шећерну болест и хипертензију, а можда и рак. Након недавног откриће језгра молекуларног биолошког сата, значајно је повећано интересовање за изучавање механизма утицај циркадијалне дисрегулације на ментално и физичко здравље.
Хронобиолошке промене код човека најчешће настају уследе нарушеног биолошког ритма организма, и могу бити узроковане многим факторима, укључујући:
- путовања кроз већи број временских зона (џетлег),
- стварање нових појединачних навика (остајање до касно током ноћи или дуже спавање током дана)
- социјалне потреба друштва или захтеви посла (нпр рад у ноћној смени)
- трудноћа и брига о новорођенчету.
- злоупотреба или нежељено дејство неких лекова
- ретки случајеви поремећаја биолошког часовника, настали на основу генетске предиспозиције.[11]

Као резултат нарушеног биолошког (циркадијалног) ритма спавања поремећаји могу бити привремени (реверзибилни) или хронични - трајни (иреверзибилни), што ремети релаксацију организма, његово благостање и „перформансе“ (радне и друге способности). Манифестни хронични ефекти по здравље могу бити најизраженији у системима за варења, метаболизму и функцијама срчаносудовног система.

### Уобичајени поремећаји циркадијалног ритма
Џетлег
Овај синдром чини скуп симптома који се карактеришу прекомерном поспаношћу и недостатком дневне будности код људи који путују кроз више временских зона.
Поремећај спавања изаван сменским радом (енгл. Shift Work Sleep Disorder)
Поремећај сна изазван сменским радом најчешће се јавља се код особа које често ротирају смене или искључиво раде ноћу.
Синдром одложене фазе спавања (енгл. Delayed Sleep Phase Syndrome (DSP)
Синдром одложене фазе спавања (несаница на почетку спавања), карактерише се потешкоћама успављивања или одложеним поремећајем врмена спавања. Људи са DSP синдромом имају тенденцију да заспу врло касно ноћу, и потешкоће у буђењу у задато време за посао, школу, или друге друштвене активности.
Синдром ране фазе спавања
Синдром ране феза спавања је поремећај циркадијалног ритма у коме нека особа иде на спавање раније него уобичајено и буди се раније него што то жели. Код овог синдрома вечерњи одлазак на спавање је ранији (на пример, између 18:00 и 21:00 часова, увече), и буђење раније него што та особа жели (на пример, између 01:00. и 05:00 часова ујутру)
24-часовни поремећај спавања
Овај поремећај циклуса спавања често се јавља код оособа које су потпуно слепе или без биолошког часовника или утицаја периодицитета 24-часовног циклуса промене светлости и таме. Резултат поремећаја код ових особа огледа се у драстичном смањењу времена спавања и квалитета ноћног сна и проблемима са поспаношћу током дана.

## Клиничка слика
| Симптоми   | Карактеристике симптома |
| ---------- | --- |
| Општи      | - Тешкоћа иницирања сна - Тешкоћа одржавање сна - Неокрепљујући сан - Поспаност током дана - Лоша концентрација - Умањен радни учинак, укључујући и смањења когнитивних способности - Лоша психомоторна координација - Главобоља - Гастроинтестинални поремећаји |
| Специфични | - Тежи ментални поремећаји - Депресија - Биполарни поремећаји - Сезонски афективни поремећаји - Шизофренија и други сродни гранични поремећаји повезани са абнормалностима у циркадијалним ритмовима - Имуносупресија функција имунског система                  |

## Терапија
Могући третмани за поремећаје циркадијалног ритма спавања укључују:
Хронотерапију, за коју се најбоље показало да ефикасно лечи поремећај одложене фазе спавања, делујући тако што систематски одлаже време за спавање док се време спавања и буђења не поклопи са конвенционалним даном од 24 сата.
Светлосну терапију заснованој на  излагању јаком светлу са циљем да изазове напредовање фазе и одлагање времена спавања и буђења. Ова терапија захтева 30-60 минута излагања светло белој, плавој или природној светлости (јачине 5.000 до 10.000 лукса) у одређено време док се циркадијални сат не усклади са жељеним распоредом. Лечење се иницијално примењује или након буђења или пре спавања, а ако је успешно, може се наставити неограничено или ређе.
Терапију хипнотицима која је клинички коришћени заједно са терапијом излагања јаком светлу и фармакотерапијом за лечење ЦРСД-а као што је поремећај у напредној фази спавања. Поред тога, у комбинацији са когнитивно бихејвиоралном терапијом, хипнотици кратког дејства такође представљају пут за лечење коморбидне несанице код пацијената са циркадијалним поремећајима сна.
Терапију мелатонином, биолошким хормоном који се јавља у природи са циркадијалним ритмиком, подстиче сан и утиче на спољашње сигнале када се даје у облику лека (0,5–5,0 мг). Мелатонин који се даје увече узрокује напредовање фазе сна у времену спавања и буђења уз одржавање трајања и квалитета сна. Слично томе, када се даје рано ујутро, мелатонин може изазвати кашњење фазе сна. Показало се да је најефикасније у случајевима поремећаја спавања код особа које рада у сменама и поремећаја спавања у одложеној фази, али се није показало посебно корисним у случајевима кашњења џетлега.
Терапију мраком, као врстом терапије заснованој нпр. на коришћењу наочара за блокирање продора плаве и зелене боје таласне дужине светлости у ока током вечерњих сати како се не би ометала производња мелатонина.

## Искуства из истраживања
Циркадијална дисритмија може имати драстичне последице на мождане функције. Све бројнија истраживања указују да нарушена временска организација организма утиче на понашање, опажање и афективне реакције.
Генетски узроковани поремећаји циркадијалном часовнику ремете цикус сан-будност и ритмове понашања, који могу да буду укључене у настанак менталних поремећаја. Неколико различитих психијатријских поремећаја, укључујући депресију, биполарне поремећаје, сезонске афективне поремећаје, шизофренију и други сродни (гранични) поремећаји обично повезани са абнормалностима у циркадијалним ритмовима.
Посебно, биолошки часовници играју главну улогу у патофизиологији афективних поремећаја. Зато усклађивање оштећених циркадијалних ритмова, побољшањем сна, или парадоксалним остајем будним, може бити изузетно корисно за лечење пацијената са депресијом и биполарним поремећајем.
Хронотерапеутици у комбинацији са применом светлости код ових болесника омогућавају постизање брзих резултата и, смањење симптома, или минимизирају рецидиве током више месеци. Поред тога, изгледа да су хронотерапеутици главни модератори одговора на лекове, и, у комбинацији са антидепресивима, обећавајући су метод у стабилизовању пацијената у дужи рок.
Истраживачи све више раде на проширењу сазнања о могућим фармаколошким и нефармаколошким начинима мењања циркадијалних ритмова. Недавна открића „молекуларних часовника“ одговорних за генерисање циркадијалних ритмова обезбедила су нова сазнања у овој области и понудила нове терапеутске облике за лечење афективних поремећаја.